# Richard Zuber
Pour les articles homonymes, voir Zuber.
Richard (Ryszard) Zuber, né en 1943 en Ukraine occidentale, est un linguiste et logicien français. Il est le père de Karol Beffa.
Après des études de mathématiques et de philosophie, il travaille comme assistant de mathématiques à l’université de Wroclaw (Pologne) et arrive en France en 1967.
Il commence des études de linguistique à l’université de Vincennes (Paris 8) où il obtient un doctorat de 3e cycle de linguistique en 1972.
Directeur de recherche émérite au CNRS, il est également titulaire d'un doctorat de 3e cycle en logique (1975, université René-Descartes) et d’un doctorat d’État (université Paris-IV).
lntéressé par les propriétés du système logico-déductif, il a défini et justifié  la notion d’implication entre les expressions linguistiques qui ne sont pas de la même catégorie grammaticale et mis en relation des phénomènes d’intensionnalité et de présupposition.
Ses travaux  récents et plus importants portent sur la sémantique formelle, sur les structures algébriques des langues naturelles et sur les propriétés logiques des fonctions que dénotent les expressions linguistiques,. Ses travaux ont montré que la notion de conservativité qui régit la possibilité d'associer des dénotations à des propriétés n'est pas restreinte aux déterminants, mais peut être étendue aux fonctions d'ordre supérieur où elle s'applique à certains comparatifs et anaphores,,.

## Publications
- (en) Non-Declarative Sentences, John Benjamins, Amsterdam, 1983
- Implications sémantiques dans les langues naturelles, CNRS, Paris, 1989